# Aloha Airlines-vlucht 243

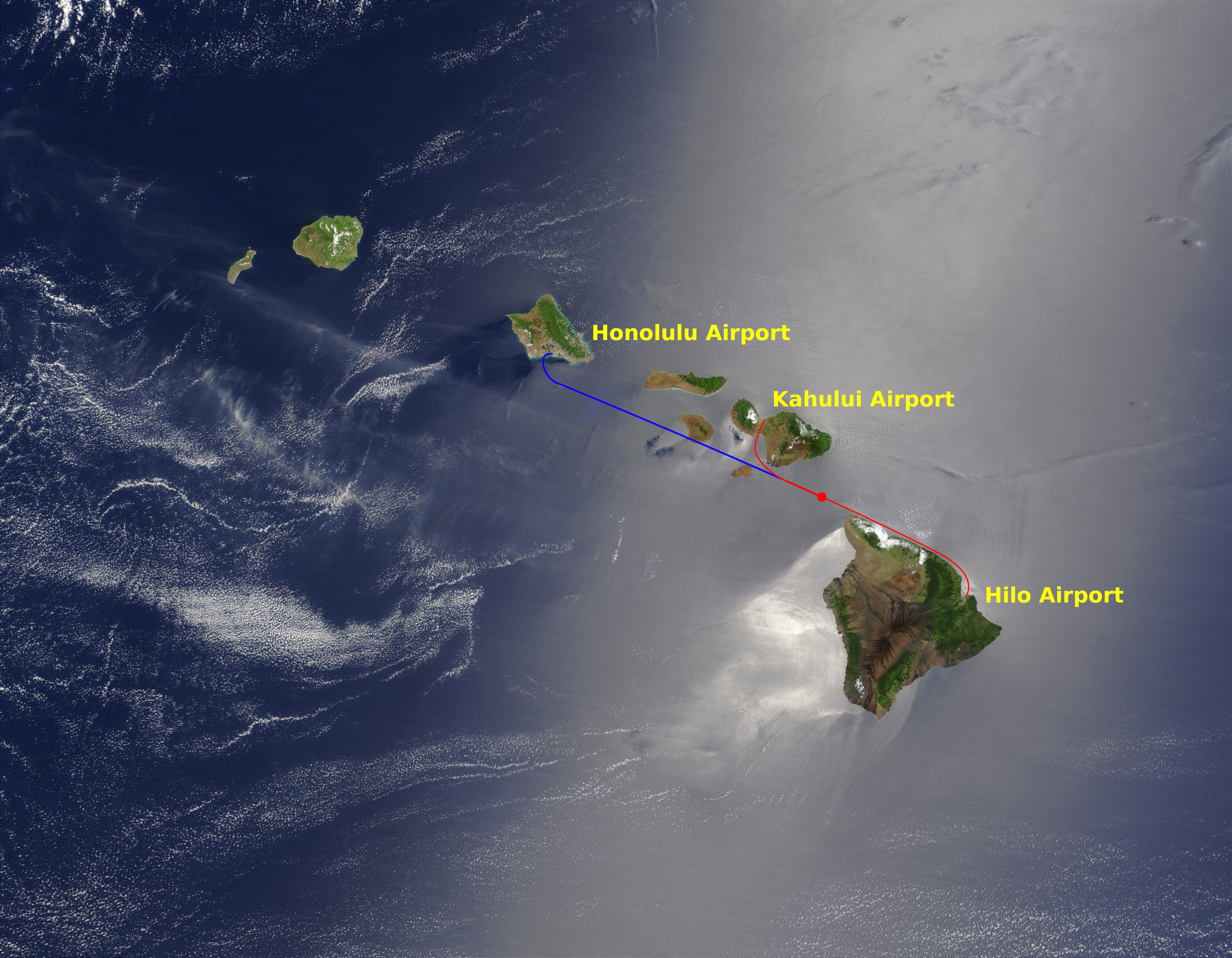

Aloha Airlines-vlucht 243 werd uitgevoerd met een Boeing 737-297 die op 28 april 1988 tijdens een vlucht van Hilo met bestemming Honolulu, een afstand van 340 km, zware schade opliep door explosieve decompressie. Het toestel kon veilig landen op Kahului Airport op Maui. De enige die het ongeluk niet overleefde, was stewardess Clarabelle Ho Lansing.

## Details
Op 28 april 1988 vertrok het vliegtuig, de Queen Liliuokalani, om 13:25 lokale tijd van Hilo International Airport. Er waren 90 passagiers en 5 bemanningsleden aan boord. Tijdens het opstijgen en het klimmen werden geen ongewone gebeurtenissen gerapporteerd.
Rond 13:48 bereikte het toestel zijn normale vlieghoogte van 7300 meter. Ongeveer 43 kilometer ten zuidzuidoosten van Kahului barstte een klein stukje aan de linkerkant van het dak van het vliegtuig, vlak achter de cockpit. De resulterende explosieve decompressie scheurde de cabine vrijwel geheel open. De hele bovenkant van het toestel, van net achter de cockpit tot aan de vleugels, verdween.
De piloten zochten direct contact met Kahului Airport - ongeveer halverwege de bestemming - voor een noodlanding. Op het moment van het ongeluk bevond stewardess Clarabelle Lansing zich bij rij 5 om drankjes uit te delen. Volgens ooggetuigen werd ze het vliegtuig uit geblazen toen de cabine openscheurde. Haar lichaam is nooit teruggevonden. Een tweede stewardess werd door een passagier vastgehouden en haar bleef zo het lot van haar collega bespaard. Andere inzittenden raakten (zwaar) gewond door rondvliegende brokstukken. Passagiers kregen opdracht hun reddingsvesten om te doen voor het geval het vliegtuig het niet tot Kahului zou halen.
De bemanning, onder leiding van piloot Robert Schornstheimer, voerde een noodlanding uit op landingsbaan 2 van Kahului Airport om 13:58. Direct na de landing werden passagiers snel geëvacueerd via de noodtrappen. 65 mensen waren gewond geraakt, van wie zeven ernstig, maar op stewardess Lansing na was niemand omgekomen bij het ongeluk. Daar het eiland maar een beperkt aantal ambulances had, werden er toerbussen van Akamai Tours ingezet om de slachtoffers naar het ziekenhuis te vervoeren. Twee chauffeurs van Akamai waren voormalige noodverpleegkundigen, en voerden een triage uit bij het vliegtuig.

## Nasleep
Direct na het ongeluk stelde de United States National Transportation Safety Board (NTSB) een onderzoek in. Al snel werd vermoeiing veroorzaakt door corrosie als oorzaak aangewezen. De voornaamste oorzaak van de ramp was het feit dat een epoxylijm die de aluminium platen van de vliegtuigromp bijeenhoudt niet goed was aangebracht tijdens de constructie van het vliegtuig. Daar waar twee platen niet goed aan elkaar waren geplakt, kon water de romp binnendringen waardoor corrosie optrad. Daar gecorrodeerd metaal meer ruimte inneemt, werden de twee platen steeds verder uit elkaar geduwd.
Ook de leeftijd van het vliegtuig was een belangrijke factor. Het toestel was op het moment van het ongeluk 19 jaar oud. In die 19 jaar had het toestel minstens 89.090 vluchten doorgemaakt, meer dan de 75.000 vluchten waar het toestel voor was ontworpen. Er waren echter verschillende andere vliegtuigen die onder dezelfde omstandigheden vlogen, en waar het fenomeen niet optrad. Een onderzoek van de NTSB bracht aan het licht dat Aloha Airlines slechts verkorte inspecties toepaste op de vliegtuigen.
Als gevolg van het ongeluk nam het Amerikaanse Congres de Aviation Safety Research wet aan in 1988. Hiermee werd strenger onderzoek naar vliegtuigrampen mogelijk.
Beide piloten van het toestel bleven voor Aloha Airlines werken. Robert Schornstheimer ging in augustus 2005 met pensioen.
Het toestel werd op Kahului gesloopt door een recyclagebedrijf van Maui. Een riem gemaakt van metaal uit het toestel ligt tegenwoordig in het Paper Airplane Museum in de Maui Mall.

## Bewerkingen
- De televisiefilm Miracle Landing is gebaseerd op het ongeluk.
- De plot van de roman Airframe refereert aan het ongeluk.
- De documentaireserie Air Crash Investigation behandelde het ongeluk in de aflevering Hanging by a Thread.
- De serie Secrets of the Black Box van History Channel behandelde eveneens het ongeluk.
- Het ongeluk werd aangehaald in de show MythBusters tijdens het onderzoek naar explosieve decompressie.

## Monument
In 1996 werd de Lansing Memorial Garden aangelegd op Honolulu International Airport, vlak bij de gate die gebruikt werd door Aloha Airlines.

## Voetnoten
1. ↑  https://www.ntsb.gov/ntsb/GenPDF.asp?id=DCA88MA054&rpt=fa NTSB Factual Report (PDF)
2. ↑  Excerpts from "Aircraft Accident Report- Aloha Airlines, flight 243, Boeing 737-200,- N73711, near Maui, Hawaii- 28 april 1988 door de National Transportation Safety Board, gepubliceerd in 1989
3. ↑  The Aloha incident. Gearchiveerd op 24 juni 2021.